# Pierre Lucas (écrivain)
Pour les articles homonymes, voir Pierre Lucas.
Œuvres principales
- Série Police des mœurs

Pierre Lucas est le pseudonyme collectif de Michel Carnal, Pierre Lavigne, Fred Noro et Jean-Pierre Bernier.
Ces auteurs signent du pseudonyme collectif Pierre Lucas les titres de la série Police des mœurs, publiés aux éditions Vauvenargues. « Il s'agit de romans policiers érotiques écrits à la chaîne qui mettent en scène un groupe de flics […]. Les titres [sont] de valeur et de style très inégaux. Cette série a eu son heure de gloire […]. ».